# Volvo S80
Volvo S80 je osobní automobil, který od roku 1998 do roku 2016 vyráběla švédská automobilka Volvo.
Automobil se vyráběl ve švédském městě Torslanda a malajsijském městě Shah Alam. Poprvé byl představen v roce 1998.
K dispozici jsou čtyři dieselové, tři benzinové a jeden flexifuel motor s možností spalování benzinu neb bioethanolu. Základní motorizaci 2.4 lze na trhu potkat také v továrně vyráběné dvoupalivové verzi schopné spalovat benzín i LPG (103 kW, 192 Nm) nebo benzín a zemní plyn (103 kW, 210 Nm). Obchodní označení těchto modelů zní Bifuel. Objemově nejmenší motorizací dodávanou na vybrané trhy je přeplňovaný zážehový motor 2.0 T (132 kW, 240 Nm). K dalším motorizacím patří 2.5 20V T (154 kW, 320 Nm) a novější verze turbodieselu 2.4 (120 a 96 kW) z produkce Volvo.

## Dieselové motory
Seznam naftových motorů.
- Volvo S80 2.5TDI, 103kw (130k)
- Volvo S80 D5 2.4, 120kW (163k)

## Benzinové motory
Seznam benzínových motorů.
- Volvo S80 T4 1.6, 132kW (180k)
- Volvo S80 T5 2.0, 177kW (240k)
- Volvo S80 T6, 2.8, 200kW (273k)
- Volvo S80 2.4 125kw

## Flexifuel
- Volvo S80 T4F 1.8, 133kW (180k)

## Základní výbava
Za základní výbavu je považováno provedení Kinetic:
- ABS, DSTC, EBA, EBL
- Přední a boční airbagy vpředu a airbagy hlavy a ramen vpředu
- Elektricky ovládaná okénka a nastavitelná zpětná zrcátka
- Systém City Safe II., který při rychlosti do 50 km/h sám brzdí
- Imobilizér
- Elektrická parkovací brzda
- Ochranné zámky dveří proti krádeži
- Manuálně nastavitelné sedadlo řidiče v šesti směrech a spolujezdce ve čtyřech směrech
- Komfortně laděný podvozek